# Hatchie
Harriette Pilbeam (4 de mayo de 1993), conocida profesionalmente como Hatchie, es una cantautora y música australiana. Lanzó al mercado el EP Sugar & Spice (2018), seguido de sus dos álbumes de estudio: Keepsake (2019) y Giving the World Away (2022).

## Historia
Harriette Pilbeam Nació el 4 de mayo de 1993 en Brisbane, Sus habilidades en el canto se presentaron desde niña y en su adolescencia aprendió a tocar el bajo y la guitarra para después dominar el piano junto con el clarinete. Estudió entretenimiento, música y administración durante sus años en la universidad antes de interesarse en interpretar música en vivo como una fuente de inspiración creativa. Es la bajista y la vocalista de la banda de indie rock Babaganouj a su vez que fue miembro de la banda Go Violets, la cual se separó en 2014

## Discografía

### Álbumes
| Título                | Detalles | Cumbre de popularidad |
| Título                | Detalles | AUS                   |
| --------------------- | --- | --------------------- |
| Keepsake              | - Lanzado: 21 de junio de 2019 - Discográfica: Double Double Whammy, Ivy League, Heavenly - Formatos: LP, CD, casete, descarga digital | 25                    |
| Giving the World Away | - Lanzado: 22 de abril de 2022 - Etiqueta: Ivy League, Secretly Canadian - Formatos: LP, CD, casete, descarga digital                  | 51                    |

### Extended Plays
| Título        | Detalles |
| ------------- | --- |
| Sugar & Spice | - Lanzado: 25 de mayo de 2018 - Etiqueta: Double Double Whammy, Ivy League, Heavenly - Formatos: LP, CD, casete, descarga digital |

### Singles

#### Como artista solista
| Título                                                                                      | Año  | Álbum                 |
| ------------------------------------------------------------------------------------------- | ---- | --------------------- |
| "Try"                                                                                       | 2017 | Sugar & Spice         |
| "Sure"                                                                                      | 2017 | Sugar & Spice         |
| "Sugar & Spice"                                                                             | 2018 | Sugar & Spice         |
| "Sleep"                                                                                     | 2018 | Sugar & Spice         |
| "Adored"                                                                                    | 2018 | Sencillo sin álbum    |
| "Without a Blush"                                                                           | 2019 | Keepsake              |
| "Stay with Me"                                                                              | 2019 | Keepsake              |
| "Obsessed"                                                                                  | 2019 | Keepsake              |
| "Sometimes Always" ft. The Pains of Being Pure at Heart (Cover de The Jesus and Mary Chain) | 2020 | Sencillo sin álbum    |
| "This Enchanted"                                                                            | 2021 | Giving the World Away |
| "Quicksand"                                                                                 | 2022 | Giving the World Away |
| "Giving the World Away"                                                                     | 2022 | Giving the World Away |
| "Lights On"                                                                                 | 2022 | Giving the World Away |
| "The Rhythm"                                                                                | 2022 | Giving the World Away |

#### Como artista invitada
| Título                                          | Año  | Álbum                                          |
| ----------------------------------------------- | ---- | ---------------------------------------------- |
| "Back Into Your Arms" (RINSE ft. Hatchie)       | 2021 | Wherever I Am                                  |
| "Worlds Unluckiest Guy" (Swim Deep ft. Hatchie) | 2022 | Familiarise Yourself with Your Closest Exit EP |

## Premios y nominaciones

### Premios AIR
Los Premios Australianos de Discos Independientes (Conocido en inglés como The Australian Independent Record Awards o AIR Awards) es una entrega de galardones anual para reconocer, promover y celebrar el éxito del sector independiente de Australia.
| Año                | Nominada | Premio                   | Resultado |
| ------------------ | -------- | ------------------------ | --------- |
| AIR Awards of 2019 | Hatchie  | Mejor Artista Revelación | Nominada  |

### Premios J
Los Premios J (conocido en inglés como J Awards) es una entrega de galardones fundada por la radiodifusora Triple J en 2005 dependiente de la Australian Brodcasting Corporation.
| Año              | Nonimada | Premio                    | Resultado |
| ---------------- | -------- | ------------------------- | --------- |
| J Awards of 2019 | Keepsake | Álbum Australiano del Año | Nominated |

### National Live Music Awards
Los National Live Music Awards son un reconocimiento entregado a la diversa industria musical que interpreta en vivo, celebrando el éxito de la escena australiana en vivo. Los galardones comenzaron en 2016.
| Año                                | Nominada | Premio                                | Result.  |
| ---------------------------------- | -------- | ------------------------------------- | -------- |
| National Live Music Awards of 2019 | Hatchie  | Presentación Pop del Año              | Nominada |
| National Live Music Awards of 2019 | Hatchie  | Logro internacional en vivo (solista) | Nominada |